# Панов, Анатолий Дмитриевич
Анатолий Дмитриевич Панов (11 января 1922, Золотухинский район — 3 апреля 1998, Курск) — лётчик-штурмовик, участник Великой Отечественной войны, подполковник, Герой Советского Союза (1945).

## Биография
Анатолий Панов родился 11 января 1922 года в селе Фентисово (ныне — Золотухинский район Курской области). После окончания средней школы поступил в техникум, занимался в аэроклубе. В 1940 году Панов был призван на службу в Рабоче-крестьянскую Красную Армию. В 1943 году он окончил Балашовскую военную авиационную школу лётчиков.
К сентябрю 1944 года лейтенант Анатолий Панов был заместителем командира эскадрильи 766-го штурмового авиаполка 211-й штурмовой авиадивизии 3-й воздушной армии 1-го Прибалтийского фронта. К тому времени он совершил 98 боевых вылетов на штурмовку скоплений боевой техники и живой силы противника, нанеся ему большие потери. 8 октября 1943 года во время выполнения боевого задания был подбит, однако, несмотря на сильные ожоги, сумел посадить горящий самолёт на своей территории.
Указом Президиума Верховного Совета СССР от 23 февраля 1945 года за «мужество и героизм, проявленные на фронте борьбы с немецкими захватчиками» лейтенант Анатолий Панов был удостоен высокого звания Героя Советского Союза с вручением ордена Ленина и медали «Золотая Звезда».
После окончания войны Панов продолжил службу в Советской Армии. В ноябре 1956 года в звании майора он был уволен в запас, позднее получил звание подполковника запаса. Проживал и работал в Курске. Умер 3 апреля 1998 года, похоронен на Никитском кладбище Курска.
Был также награждён двумя орденами Красного Знамени, орденом Александра Невского, двумя орденами Отечественной войны 1-й степени, орденами Отечественной войны 2-й степени и Красной Звезды, рядом медалей.